# كارل ويلهلم كراوزه
كارل ويلهلم كراوزه (بالألمانية: Karl Wilhelm Krause)‏ هو عسكري ألماني، ولد في 5 مارس 1911 في ألمانيا، وتوفي في 6 مايو 2001 في ألمانيا الغربية.